# Eddy Scharf
Eduard 'Eddy' Scharf (Keulen, 7 november 1953) is een Duits professioneel pokerspeler. Hij won onder meer het $1.500 Limit Omaha-toernooi van de World Series of Poker 2001 (goed voor een hoofdprijs van $83.810,-) en exacte hetzelfde toernooi op de World Series of Poker 2003 (goed voor $63.600,-).
Scharf verdiende tot en met juni 2014 meer dan $1.300.000,- in pokertoernooien (cashgames niet meegerekend). Naast het pokeren werkt hij als vliegtuigpiloot.

## Wapenfeiten
Scharf verdiende vanaf 1996 geldprijzen van vier cijfers in onder meer Duitsland, Oostenrijk, Engeland en Frankrijk voor hij in november 1998 zijn eerste klapper maakte. Hij won het HFl 200 Limit Hold'em-toernooi van de Master Classics of Poker (MCOP) 1998 en won daarmee $23.613,-. Een aantal slappe jaren volgden op pokergebied, waarna Scharf in april 2001 zich in één klap volop in de belangstelling speelde door het $1.500 Limit Omaha-toernooi van de World Series of Poker (WSOP) te winnen. Dat was zijn allereerste prijs op een editie van de WSOP. Twee jaar later bereikte Scharf er voor de tweede keer een finaletafel en ook die verliet hij als winnaar.
De eerste keer dat Scharf een WSOP-finaletafel niet won, was op de World Series of Poker 2005. Daarop eindigde hij als zevende in het $5.000 Pot Limit Omaha-toernooi, waarvoor hij wel meer dollars kreeg dan voor zijn eerdere toernooiwinsten ($88.280,-). Vijf jaar later werd hij ook nog een keer vierde in het $2.500 No Limit Hold'em - Six Handed-toernooi van de World Series of Poker 2010 (goed voor $163.649,-). Scharf speelde zich toen ook voor de vijftiende keer in de prijzen in een WSOP-toernooi. Een van de prijzen leverde hem $275.000,- op, voor een vijftiende plaats in het Main Event van de World Series of Poker 2004.
Naast zijn WSOP- en MCOP-titels, won Scharf onder meer het €300 No Limit Hold'em-toernooi van de CAPT Bregenz Open 2008, goed voor $42.332,-.

## WSOP-titels
| Jaar                       | Toernooi           | Prijs     |
| -------------------------- | ------------------ | --------- |
| World Series of Poker 2001 | $1.500 Limit Omaha | $83.810,- |
| World Series of Poker 2003 | $1.500 Limit Omaha | $63.600,- |